# Pimachrysa
Pimachrysa is een geslacht van insecten uit de familie van de gaasvliegen (Chrysopidae), die tot de orde netvleugeligen (Neuroptera) behoort.

## Soorten
- P. albicostales Adams, 1967
- P. fusca Adams, 1967
- P. grata Adams, 1957
- P. intermedia Adams, 1967
- P. nigra Adams, 1967